# Корр Ньянг, Азиз
Азиз Корр Ньянг (англ. Aziz Corr Nyang, 17 августа 1984 года, Банжул) — гамбийский футболист.

## Карьера

### Клубная
Начинал свою карьеру на родине, но уже в 16 лет переехал в Швецию. В элитном дивизионе страны - Аллсвенскан - гамбиец выступал за "Юргорден". В его составе он становился чемпионом Швеции. В дальнейшем играл за различные команды из низших лиг, в числе которых была "Ассириска Фёренинген". Сезон 2013/14 провел в составе мальтийской "Валетты".

### В сборной
За сборную Гамбии Азиз Корр Ньянг дебютировал 13 октября 2002 года в матче против Лесото. В нем гамбийцы победили с разгромным счетом 6:0, а нападающий отметился дублем. В расположении национальной команды он был до 2003 года, а затем следующий вызов в нее игрок получил только в 2007 году. Всего за сборную Корр Ньянг провел 17 матчей в которых забил три гола.

## Достижения
- Чемпион Швеции (1): 2003.
- Обладатель Кубка Швеции (2): 2002, 2004.
- Чемпионат Мальты (1): 2013/14.
- Обладатель Кубка Мальты (1): 2013/14.
- Обладатель Суперкубка Мальты (1): 2013.